# Adrian Sosnovschi
Adrian Sosnovschi (ros. Адриан Сосновский, Adrian Sosnowski; ur. 13 czerwca 1977 w Mołdawskiej SRR) – mołdawski piłkarz, grający na pozycji obrońcy, były reprezentant Mołdawii.

## Kariera piłkarska

### Kariera klubowa
Karierę zawodniczą zaczynał w Codru Călărași. W 1996 przeniósł się do Zimbru Kiszyniów. W 1997 podpisał kontrakt z Dynamem Kijów. Nie przebił się jednak do pierwszej jedenastki i występował w Dynamo-3 Kijów (20 meczów) oraz Dynamo-2 Kijów (29 meczów, 2 gole). Podczas przerwy zimowej sezonu 1998/99 przeszedł do Spartaka Moskwa. Ale nie zagrał żadnego meczu i dalej bronił barw rosyjskiego klubu Saturn Ramienskoje. Następnym rosyjskim klubem był Czernomorec Noworosyjsk (2003-2004). Po dwuletniej przerwie, spędzonej w kazachskim Kajrat Ałmaty i mołdawskim klubie Dacia Kiszyniów, powrócił do Rosji. Występował najpierw w Torpedo Moskwa, a potem w SKA-Energia Chabarowsk. Latem 2009 został piłkarzem Olimpii Bielce. Na początku 2010 powrócił do Zimbru Kiszyniów. Latem 2010 przeszedł do Milsami Orgiejów.

### Kariera reprezentacyjna
W 1999 zadebiutował w reprezentacji Mołdawii. Łącznie rozegrał 15 meczów.

### Sukcesy klubowe
- wicemistrz Mołdawii: 1996/97
- zdobywca Pucharu Mołdawii: 1996/97